# (200031) 2007 PQ43
(200031) 2007 PQ43 es un asteroide perteneciente al cinturón de asteroides, descubierto el 12 de agosto de 2007 por el equipo del Eygalayes desde Eygalayes, Francia.

## Designación y nombre
Designado provisionalmente como 2007 PQ43.

## Características orbitales
2007 PQ43 está situado a una distancia media del Sol de 3,011 ua, pudiendo alejarse hasta 3,203 ua y acercarse hasta 2,819 ua. Su excentricidad es 0,063 y la inclinación orbital 9,296 grados. Emplea 1909,01 días en completar una órbita alrededor del Sol.

## Características físicas
La magnitud absoluta de 2007 PQ43 es 15,2.